# 2010년 경찰 야구단 시즌
2010년 경찰 야구단 시즌은 경찰 야구단이 KBO 퓨처스리그에 참가한 5번째 시즌으로, 유승안 감독이 팀을 이끈 2번째 시즌이다. 팀은 5팀 중 북부리그 2위, 전체 10팀 중 승률 2위를 기록했다. 경찰 야구단이 우승에 실패한 마지막 시즌이다.

## 타이틀
- 대륙간컵 국가대표: 우규민, 최재훈, 허경민, 우동균
- 출장(타자): 허경민 (102)
- 타수: 허경민 (401)
- 도루: 허경민 (43)
- 세이브: 최원제 (15)
- 최소 사구 허용: 최원제 (1)
- 북부리그 볼넷: 우동균 (55)
- 북부리그 사구: 허경민 (14)
- 북부리그 최소 피홈런: 최원제 (6)

## 선수단
- 선발투수 : 우규민, 임창민, 오준형, 이승우, 조현근
- 구원투수 : 정대훈, 박정규, 최혁권, 오현민, 전유수, 김민겸
- 마무리투수 : 최원제
- 포수 : 최재훈, 현승민, 최연오
- 내야수 : 허경민, 권영진, 권영준 (1986년), 이성엽, 유재신, 유용목, 권영준 (1988년)
- 외야수 : 김종찬, 전민수, 연경흠, 우동균, 임세업, 신창명, 최석

## 여담
- 최석은 한민학교 야구부 소속으로, 각종학교 야구부 소속으로 경찰 야구단에 입대한 첫 선수다.

## 같이 보기
- 2006년 경찰 야구단 시즌
- 2011년 경찰 야구단 시즌